# Apamea inficita
Apamea inficita là một loài bướm đêm thuộc họ Noctuidae. Nó được tìm thấy ở Newfoundland phía tây đến British Columbia, phía bắc đến Yukon và Northwest Territories và phía nam at least tới Colorado.
Sải cánh khoảng 34–36 mm. Con trưởng thành bay từ tháng 7 đến tháng 8 tùy theo địa điểm.

## Phụ loài
- Apamea inficita inficita
- Apamea inficita lineosa
- Apamea inficita indela (Smith, 1910)
- Apamea inficita conradi (Grote, 1879)